# Seicheles nos Jogos Olímpicos de Verão de 1980
Seicheles competiu nos Jogos Olímpicos pela primeira vez nos Jogos Olímpicos de Verão de 1980 em Moscou, União Soviética.

## Resultados por Evento

### Atletismo
100 m masculino
- Marc Larose
  - Eliminatórias — 11.27 (→ não avançou)

200 m masculino
- Casey Casimir De Pereira
  - Eliminatórias — 21.29 (→ próxima fase)

Maratona masculina
- Albert Marie
  - Final — não terminou (→ sem classificação)

Revezamento 4x100 m masculino e 4x400 m masculino
- Vincent Confait, Regis Tranquille, Marc La Rose, e Casey Casimir De Pereira
  - Eliminatórias — 3:09.2 (→ não avançou)

110 m com barreiras
- Antonio Gopal
  - Eliminatórias — 16.36 (→ não avançou)

3.000 m com obstáculos masculino
- Albert Marie
  - Eliminatórias — 9:19.7 (→ não avançou)

Salto triplo masculino
- Arthure Agathine
  - Classificatória — 14,21 m (→ não avançou, 20º lugar de 23)

100 m feminino
- Bessey de Létourdie
  - Eliminatórias — 13.04 (→ não avançou)

800 m feminino
- Margaret Morel
  - Eliminatórias — 2:17.0 (→ não avançou)

1.500 m feminino
- Margaret Morel
  - Eliminatórias — 4:37.9 (→ não avançou)

### Boxe
Peso Pena(57 kg)
- Ramy Patrick Zialor
  1. Primeira Rodada — Bye
  2. Segunda Rodada — Perdeu para Leoul Nearaio (Etiópia) por pontos (2-3)